# Château de Maynooth
Le château de Maynooth est un château situé dans la ville homonyme, dans le comté de Kildare en Irlande. Il s'agit aujourd'hui d'une ruine qui se trouve aujourd'hui à l'entrée du campus de l'université nationale d'Irlande

## Histoire
Le château est construit au XIIe siècle à la confluence de deux cours d'eau et devient le siège de la famille Fitzgerald qui porte ensuite le titre de Duc de Leinster et de Lord Deputy d'Irlande.
L'occupation du château par la famille Fitzgerald se termine lors de la rébellion de Thomas Fitzgerald (10e comte de Kildare) en 1534. Une force anglaise, menée par William Skeffington (en) bombarde l'édifice en mars 1535, transformant l'essentiel de la structure médiévale en ruines. Le château se rend au bout d'un siège de dix jours et sa garnison est sommairement exécutée avant même d'en franchir les portes. Thomas Fitzgerald est envoyé à la Tour de Londres, il est exécuté pour trahison à Tyburn le 3 février 1537.
Le château est restauré en 1630-35 par Richard Boyle (1er comte de Cork) après que sa fille eut épousé George FitzGerald mais une bonne partie en est détruite pendant les guerres confédérées irlandaises, seules la porte et la tour solaire demeurent. Les Fitzgerald quittent Maynooth pour de bon et s'installent au château de Kilkea puis à Carton House.
Les travaux de restauration sont réengagés par l'Office of Public Works en février 2000 Le château est maintenant ouvert au public de juin à octobre de 10 heures à 17h45. La partie en ruines est désormais accessible en tant qu'attraction touristique.

## Source
- (en) Cet article est partiellement ou en totalité issu de l’article de Wikipédia en anglais intitulé « Maynooth Castle » (voir la liste des auteurs).